# Historiarum demonstrationes
Historiarum demonstrationes (in greco antico: Αποδείξεις Ιστοριών?) è un'opera storica compilata da Laonikos Chalkokondyles dopo la presa di Costantinopoli (1453) e si compone in 10 libri. Costituisce una delle fonti più importanti sulla storia del tardo periodo bizantino.
La trattazione copre un periodo di circa 150 anni, andando dal 1298 al 1463. Il blocco centrale della narrazione verte sulla crisi dell'Impero Bizantino e la parallela ascesa dell'Impero ottomano con dissertazioni sulle vicine realtà politiche quali la Repubblica di Venezia e il Regno di Ungheria. Il fulcro della narrazione è la presa di Costantinopoli, considerata un evento epocale, paragonabile alla stessa caduta di Troia. Come spesso accade nelle fonti storiche antiche la cronologia degli eventi presenta delle incongruenze. Un elemento di interesse del libro è rappresentato dalle dissertazioni antropologiche sulle popolazioni di Francia, Germania e Inghilterra, descritte nei loro usi e costumi da un punto di vista greco-orientale. Nella trattazione degli eventi più lontani nel tempo l'autore si avvalse della collaborazione del padre, Giorgios Chalkokondyles, uomo politico e diplomatico.
L'indiscusso modello di riferimento stilistico è Tucidide, sebbene secondo alcuni critici, come August Immanuel Bekker, sia avvertibile un'influenza di Erodoto. Il linguaggio si presenta piano e comprensibile. Difficoltà maggiori nell'interpretazione sono derivate semmai dallo stato di conservazione dei testi originali, molto carente. Ulteriori difficoltà alla comprensione del testo derivano dall'utilizzo di arcaismi e nomi propri presi dal greco antico (Γεταί, Δάκες, Λίγυρες, Μυσοί, Παίονες etc). Lo sforzo di coniugare la realtà classica dell'Ellade con i Romaioi contemporanei traspare anche dall'utilizzo reiterato dell'espressione Hellenes (Έλληνες), per designare i sudditi dell'Impero Bizantino.